# Parents vigilants
Parents vigilants est un réseau (association de fait) de parents d'élèves créé par le parti Reconquête d'Éric Zemmour en septembre 2022. Son objectif est de lutter contre un prétendu « grand endoctrinement » qui soumettrait les écoliers aux idéologies « woke » et « islamiste ». Le réseau attaque frontalement l’éducation à la vie affective et sexuelle, et la lutte contre les discriminations basées sur l’identité de genre et l'orientation sexuelle. Ses méthodes (qui incluent le cyberharcèlement des professeurs) sont dénoncées par de nombreux enseignants et syndicats, et ont fait l'objet d’actions en justice. Sa participation aux conseils de parents d'élèves depuis 2023 est décrite comme une stratégie électoraliste, notamment en vue des élections municipales en 2026.

## Historique
Le collectif est créé en Île-de-France en décembre 2022, par le parti Reconquête peu après l'échec d'Éric Zemmour aux élections présidentielles et législatives. Éric Zemmour en avait présenté l’idée en septembre 2022 lors des universités d’été de Reconquête. Le sujet de l'éducation étant apparu prioritaire pour ses militants, derrière l’immigration, il cherche à les fédérer derrière une lutte contre le « grand endoctrinement », variante du « grand remplacement ».
Le collectif a été comparé au mouvement américain Moms for Liberty (en), et s'inspirerait de la stratégie de la lutte contre le « wokisme » mise en œuvre par Ron DeSantis en Floride,,.

## Fonctionnement
Parents vigilants a été créée et est financée par le parti Reconquête. Les deux entités sont présentées comme « parallèles », mais les nouveaux membres de l'association sont immédiatement invités à prendre leur carte au parti.
Selon Causeur, le mouvement est coordonné par Sarah Knafo et le militant identitaire Damien Rieu. La porte-parole de l'association serait Agnès Marion, une proche de Marion Maréchal Le Pen, et la professeure de mathématiques Séverine Duminy gèrerait les affaires courantes. La conseillère presse de Reconquête Diane Ouvry est directrice de publication du site web.
L'association revendique des milliers de membres, mais l'information n'est pas confirmée, et aucune procédure d'adhésion ne semble être mise en place,. Les parents qui remplissent les formulaires sont ensuite inondés de mails faisant la propagande de Reconquête et invitant à des réunions locales,.

## Actions

### Méthodes
En 2022, le collectif menace et cyberharcèle une professeure de philosophie qui avait prévu, pour introduire les méthodes de la recherche en sciences sociales, d'organiser avec des élèves de prépa littéraire à Valenciennes une visite dans un camp de migrants de Calais. La sortie est annulée,, ce dont Éric Zemmour se félicite dans Causeur,. Le rectorat et la professeure portent plainte,,. Celle-ci est placée sous protection policière, et finalement mutée à sa demande. Le proviseur d'un lycée à Luçon a également porté plainte après que les mêmes méthodes ont été employées avant la venue de l’agriculteur et militant Cédric Herrou, connu pour son soutien aux migrants.
Le réseau se manifeste notamment par des « méthodes éprouvées depuis la Manif pour tous » : des actions d'intimidation envers les professeurs ou les infirmières scolaires, des campagnes de harcèlement numérique, des courriers anonymes, et des rassemblements devant les établissements, au point que certains enseignants hésitent à parler en classe des sujets liés aux étrangers et aux minorités de genre ou d'orientation sexuelle,,,.

### Thèmes
En 2023, le mouvement attire l'attention par de nombreuses actions s'opposant à des menus sans porc à l'école,,,, des actions pour l'égalité fille/garçon ou contre les discriminations LGBT,,,, des lectures drag,. Il a diffusé des rumeurs, concernant des aménagements d'espaces de prière pour des élèves musulmans.

### Accusations d'entrisme
A la rentrée scolaire 2023, le réseau est soupçonné de vouloir infiltrer les conseils de parents d’élèves, qui ont un rôle consultatif sur tous les sujets périscolaires, au moment des élections qui se tiennent en octobre,, réputées comme faciles à remporter. L'objectif serait en fait de peser sur les prochaines municipales, à trois ans du scrutin, en récupérant les coordonnées des habitants pour les scrutins à venir, et en faisant émerger un nouveau vivier de militants,,,,,.

### Colloque au Sénat en 2023
En novembre 2023, le sénateur Stéphane Ravier (Reconquête) provoque l'indignation à gauche en invitant Parents Vigilants à organiser un colloque au Sénat,,. La réunion commence avec la diffusion de vidéos montrant Éric Zemmour et Mathieu Bock-Côté, et incitant à résister au supposé « impérialisme woke » venu des États-Unis. Les intervenants s'inquiètent de la « propagande islamo-gauchiste » et de l'absence de discipline dans les écoles (il faudrait ainsi, selon eux, en finir avec le « pédagogisme » des instituts de formation des enseignants), et dénoncent le « lobby transactiviste » qui inciterait les enfants à changer de sexe, et l’OMS qui chercherait à légaliser la pédophilie. Les fédérations enseignantes et des politiques de gauche s'indignent de cet évènement et le député écologiste Benjamin Lucas demande l’ouverture d’une commission d’enquête sur ce réseau,.

### Opposition à l'éducation à la vie affective et sexuelle
Depuis 2001, les élèves du cours primaire à la terminale doivent avoir trois séances par an d’éducation à la sexualité. Le Conseil supérieur des programmes (CSP, présidé par un ancien conseiller de François Fillon et saisi en 2023 par Pap Ndiaye) publie en mars 2024 un premier projet de programme scolaire consacré à l’éducation à la vie affective, relationnelle et à la sexualité. Selon Le Monde, le projet introduit l'éducation à la vie affective et relationnelle à l’école primaire et y ajoute « l'éducation à la sexualité » au collège et au lycée. La notion de consentement est abordée pour la première fois en CE2, la puberté est évoquée à partir de la classe de CM1 et la différenciation entre sexe, genre et orientation sexuelle à partir de la 5e. Il fait consensus au sein des organisations syndicales et a été soutenu par le Conseil économique social et environnemental (CESE) qui a rappelé que l’éducation à la vie affective, relationnelle et à la sexualité doit « s’inscrire dans une politique de santé publique et de lutte contre les discriminations et les violences sexuelles ».
Parents vigilants fait partie des associations qui mènent une fronde contre ce projet,,. Dans son rapport sur l'évolution des programmes, le Conseil économique social et environnemental dénonce cette « frange réactionnaire très visible sur les réseaux sociaux, qui alimente les peurs et les fantasmes », en référence selon Sud Ouest au collectif Parents Vigilants.
Fin 2023, plusieurs organisations syndicales écrivent au Ministre de l’Éducation Gabriel Attal pour dénoncer les agissement du collectif qui selon eux « met à mal notre École républicaine ». Ils dénoncent le harcèlement de professeurs souhaitant aborder les thématiques de la lutte contre les LGBTIphobies, les droits des personnes migrantes, l’éducation à la vie sexuelle et affective,,. Au Sénat, Ian Brossat et Paul Vannier interpellent le ministre à ce sujet. Selon la secrétaire nationale du SNES-FSU, Gabriel Attal « compatit » mais s'inquiète peu.